# 彼女 (斉藤和義の曲)
「彼女」（かのじょ）は、斉藤和義の5作目のシングル。1994年9月24日にファンハウスから発売された。

## 概要
2枚目のアルバム「素敵な匂いの世界」からのシングルカット。

## 収録曲
全曲 作詞・作曲：斉藤和義 編曲：斉藤和義・松尾一彦
1. 彼女
2. 誰かの声じゃ…